# Lake Hallie

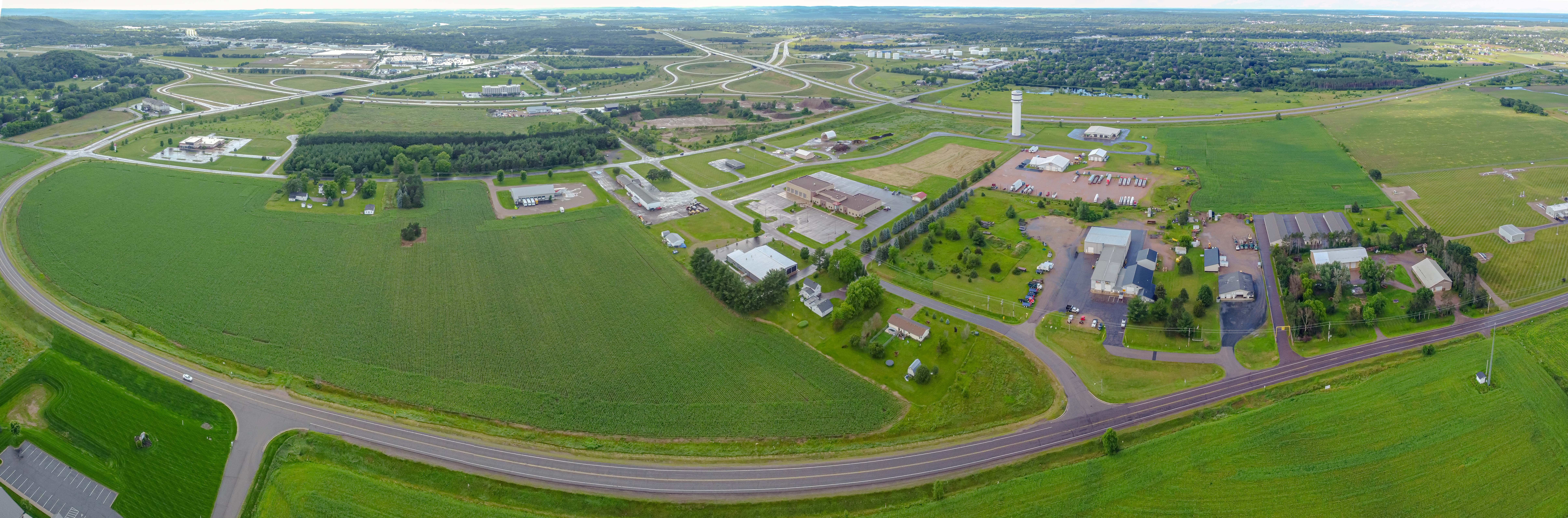
Lake Hallie (2024)

Lake Hallie ist eine Gemeinde (mit dem Status „Village“) im Chippewa County im US-amerikanischen Bundesstaat Wisconsin. Im Jahr 2010 hatte Lake Hallie 6448 Einwohner.
Lake Hallie, das 2003 aus der Town of Hallie ausgegründet wurde, ist Bestandteil der Metropolregion Eau Claire–Chippewa Falls Metropolitan Area.

## Geografie
Lake Hallie liegt im Westen Wisconsins, am linken Ufer des Chippewa River. Dieser mündet 95 km südwestlich in den die Grenze zu Minnesota bildenden Mississippi. Die geografischen Koordinaten von Lake Hallie sind 44°53′31″ nördlicher Breite und 91°25′12″ westlicher Länge. Das Gemeindegebiet erstreckt sich über eine Fläche von 37,74 km², die sich auf 36,49 km² Land- und 1,25 km² Wasserfläche verteilen.
Lake Hallie liegt zwischen den Städten Chippewa Falls (an der nordöstlichen Ortsgrenze) und Eau Claire (an der südwestlichen Ortsgrenze). Weitere Nachbarorte sind Elk Mound (23,4 km westlich), Eagle Point (24,2 km nördlich), Cadott (27,7 km ostnordöstlich), Fall Creek (29,7 km südöstlich) und Altoona (11,2 km südlich).
Die nächstgelegenen größeren Städte sind Green Bay (298 km östlich), Wisconsins Hauptstadt Madison (302 km südöstlich), La Crosse (149 km südlich), Rochester in Minnesota (162 km südwestlich), die Twin Cities in Minnesota (157 km westlich) und Duluth am Oberen See in Minnesota (240 km nördlich).

## Verkehr
Der vierspurig ausgebaute U.S. Highway 53 führt in Nord-Süd-Richtung durch Lake Hallie und kreuzt im Zentrum des Ortes den in West-Ost-Richtung verlaufenden Wisconsin State Highway 29. Alle weiteren Straßen sind untergeordnete Landstraßen, teils unbefestigte Fahrwege oder innerörtliche Verbindungsstraßen.
Für den Frachtverkehr führt in Nordost-Südwest-Richtung eine Eisenbahnstrecke der Union Pacific Railroad durch das Gemeindegebiet von Lake Hallie.
Mit dem Chippewa Valley Regional Airport in Eau Claire befindet sich der nächste Flughafen unmittelbar hinter der südwestlichen Ortsgrenze.

## Bevölkerung
Nach der Volkszählung im Jahr 2010 lebten in Lake Hallie 6448 Menschen in 2447 Haushalten. Die Bevölkerungsdichte betrug 176,7 Einwohner pro Quadratkilometer. In den 2447 Haushalten lebten statistisch je 2,62 Personen.
Ethnisch betrachtet setzte sich die Bevölkerung zusammen aus 94,3 Prozent Weißen, 0,6 Prozent Afroamerikanern, 0,6 Prozent amerikanischen Ureinwohnern, 2,4 Prozent Asiaten sowie 0,5 Prozent aus anderen ethnischen Gruppen; 1,5 Prozent stammten von zwei oder mehr Ethnien ab. Unabhängig von der ethnischen Zugehörigkeit waren 1,7 Prozent der Bevölkerung spanischer oder lateinamerikanischer Abstammung.
26,1 Prozent der Bevölkerung waren unter 18 Jahre alt, 63,8 Prozent waren zwischen 18 und 64 und 10,1 Prozent waren 65 Jahre oder älter. 49,4 Prozent der Bevölkerung war weiblich.
Das mittlere jährliche Einkommen eines Haushalts lag bei 59.129 USD. Das Pro-Kopf-Einkommen betrug 25.235 USD. 8,7 Prozent der Einwohner lebten unterhalb der Armutsgrenze.